# Dyscinetus morator
Dyscinetus morator är en skalbaggsart som beskrevs av Johan Christian Fabricius 1798. Dyscinetus morator ingår i släktet Dyscinetus och familjen Dynastidae. Inga underarter finns listade i Catalogue of Life.